# Kreis Schwarzenberg
Der Kreis Schwarzenberg war ein Landkreis im Bezirk Karl-Marx-Stadt der DDR. Von 1990 bis 1994 bestand er als Landkreis Schwarzenberg im Freistaat Sachsen fort. Sein Gebiet liegt heute im Erzgebirgskreis in Sachsen. Der Sitz der Kreisverwaltung befand sich in Schwarzenberg.

## Geographie

### Lage
Der Kreis Schwarzenberg lag im westlichen Erzgebirge.

### Nachbarkreise
Der Kreis Schwarzenberg grenzte im Uhrzeigersinn im Westen beginnend an die Kreise Aue und Annaberg. Im Süden grenzte er an die Tschechoslowakei.

## Geschichte
Der Landkreis Schwarzenberg entstand 1939 durch Umbenennung der 1874 gebildeten Amtshauptmannschaft Schwarzenberg. 1947 wurde er in Landkreis Aue umbenannt. Am 17. Dezember 1951 wurden die Städte Johanngeorgenstadt und Schneeberg aus dem Landkreis Aue ausgegliedert und damit zu Stadtkreisen. Gleichzeitig wurden aus dem verbleibenden Kreisgebiet die neuen Landkreise Aue und Schwarzenberg gebildet, die am 25. Juli 1952, nunmehr als Kreis Aue und Kreis Schwarzenberg, dem Bezirk Karl-Marx-Stadt zugeordnet wurden.
Zunächst bildeten 14 Gemeinden am 17. Dezember 1951 den neuen Landkreis Schwarzenberg, der 1952 zum Kreis Schwarzenberg wurde. Am 1. November kam die Gemeinde Antonsthal dazu, die aus Teilen von Breitenbrunn und Bermsgrün neugebildet wurde.
Der Kreis Schwarzenberg umfasste seitdem die folgenden 15 Gemeinden:
| - Antonsthal - Beierfeld - Bermsgrün - Breitenbrunn/Erzgeb. - Erla | - Grünhain - Grünstädtel - Markersbach - Pöhla - Raschau | - Rittersgrün - Schwarzenberg/Erzgeb. (Stadt) - Steinheidel - Tellerhäuser - Waschleithe |

Der Kreis erfuhr bis zu seiner Auflösung nur geringe Änderungen:
- 20. Juni 1957 – Eingliederung der Kreisfreien Stadt Johanngeorgenstadt
- 15. Juli 1967 – Umbenennung von Steinheidel in Erlabrunn
- 1. März 1994 – Eingemeindung von Tellerhäuser in Rittersgrün.

Am 17. Mai 1990 wurde der Name des Kreises in Landkreis Schwarzenberg geändert. Anlässlich der Wiedervereinigung der beiden deutschen Staaten wurde der Landkreis im Oktober 1990 dem wiedergegründeten Land Sachsen zugesprochen und dort 1991 in den Regierungsbezirk Chemnitz eingegliedert. Bei der ersten sächsischen Kreisreform ging er am 1. August 1994 im neuen Landkreis Aue-Schwarzenberg auf.

### Einwohnerentwicklung
| Jahr      | 1960   | 1971   | 1981   | 1989   |
| Einwohner | 62.275 | 60.907 | 58.402 | 58.316 |

## Wirtschaft
Die Wirtschaft im Kreis wurde in den 1950er Jahren dominiert vom Uranbergbau durch die Sowjetisch-Deutsche Aktiengesellschaft Wismut mit den Abbaubetrieben Johanngeorgenstadt, Antonsthal  und Pöhla.
Weitere bedeutende Betriebe waren unter anderem:
- VEB Waschgerätewerk Schwarzenberg
- VEB Formenbau Schwarzenberg

## Verkehr
Dem überregionalen Straßenverkehr diente die F 101 von Aue über Schwarzenberg nach Annaberg-Buchholz.
An das Eisenbahnnetz der DDR war der Kreis durch die Bahnstrecke Zwickau–Schwarzenberg angebunden. Daneben existierten die Nebenbahnen Schwarzenberg–Johanngeorgenstadt und Schwarzenberg–Annaberg-Buchholz. Die Pöhlatalbahn von Grünstädtel nach Rittersgrün wurde 1971 stillgelegt.

## Bevölkerungsdaten
Bevölkerungsübersicht aller 16 Gemeinden des Kreises Schwarzenberg, die 1990 in das wiedergegründete Bundesland Sachsen kamen.
| AGS      | Gemeinde                     | Einwohner       | Einwohner         | Fläche (ha)       |
| AGS      | Gemeinde                     | 3. Oktober 1990 | 31. Dezember 1990 | 31. Dezember 1990 |
| 14049010 | Antonsthal                   | 1 600           | 1 588             | 782               |
| 14049020 | Beierfeld                    | 3 807           | 3 761             | 490               |
| 14049030 | Bermsgrün                    | 1 258           | 1 248             | 1 062             |
| 14049040 | Breitenbrunn/Erzgeb.         | 2 679           | 2 657             | 2 181             |
| 14049050 | Erla                         | 1 521           | 1 524             | 439               |
| 14049060 | Erlabrunn                    | 1 272           | 1 274             | 849               |
| 14049070 | Grünhain, Stadt              | 2 905           | 2 886             | 1 343             |
| 14049080 | Grünstädtel                  | 857             | 855               | 359               |
| 14049090 | Johanngeorgenstadt, Stadt    | 9 094           | 8 926             | 2 960             |
| 14049100 | Markersbach                  | 2 222           | 2 211             | 1 832             |
| 14049110 | Pöhla                        | 1 437           | 1 427             | 1 179             |
| 14049120 | Raschau                      | 5181            | 5151              | 2 124             |
| 14049130 | Rittersgrün                  | 1 968           | 1 959             | 1 922             |
| 14049140 | Schwarzenberg/Erzgeb., Stadt | 20 551          | 20 478            | 1 585             |
| 14049150 | Tellerhäuser                 | 148             | 145               | 266               |
| 14049160 | Waschleithe                  | 535             | 532               | 388               |
| 14049000 | Landkreis Schwarzenberg      | 57 035          | 56 622            | 19 761            |

## Kfz-Kennzeichen
Den Kraftfahrzeugen (mit Ausnahme der Motorräder) und Anhängern wurden von etwa 1974 bis Ende 1990 dreibuchstabige Unterscheidungszeichen, die mit dem Buchstabenpaar TU begannen, zugewiesen. Die letzte für Motorräder genutzte Kennzeichenserie war XV 65-01 bis XV 99-99.
Anfang 1991 erhielt der Landkreis das Unterscheidungszeichen SZB. Es wurde bis zum 31. Juli 1994 ausgegeben. Seit dem 9. November 2012 ist es im Erzgebirgskreis erhältlich.